# أولد ويندزر (باركشير)
الد ويندزر (بالإنجليزية: Old Windsor) هي قرية وأبرشية مدنية تقع في المملكة المتحدة في إنجلترا. يقدر عدد سكانها بـ 4,775 نسمة .

## أعلام
- مارك ستيفنز
- ساشا جاكسون